# Acacia tetragonophylla
Acacia tetragonophylla là một loài thực vật có hoa trong họ Đậu. Loài này được F.Muell. miêu tả khoa học đầu tiên.

## Hình ảnh

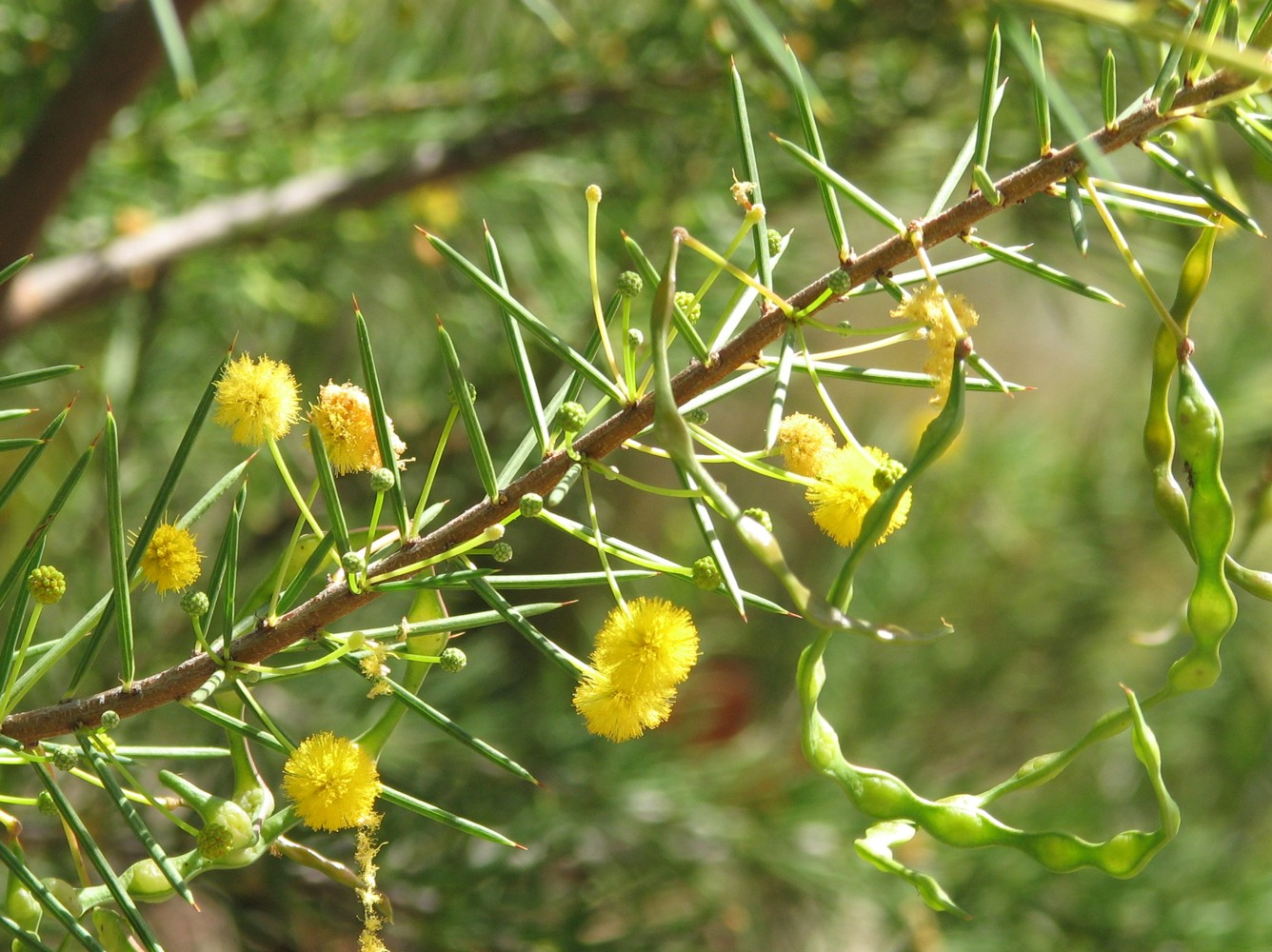
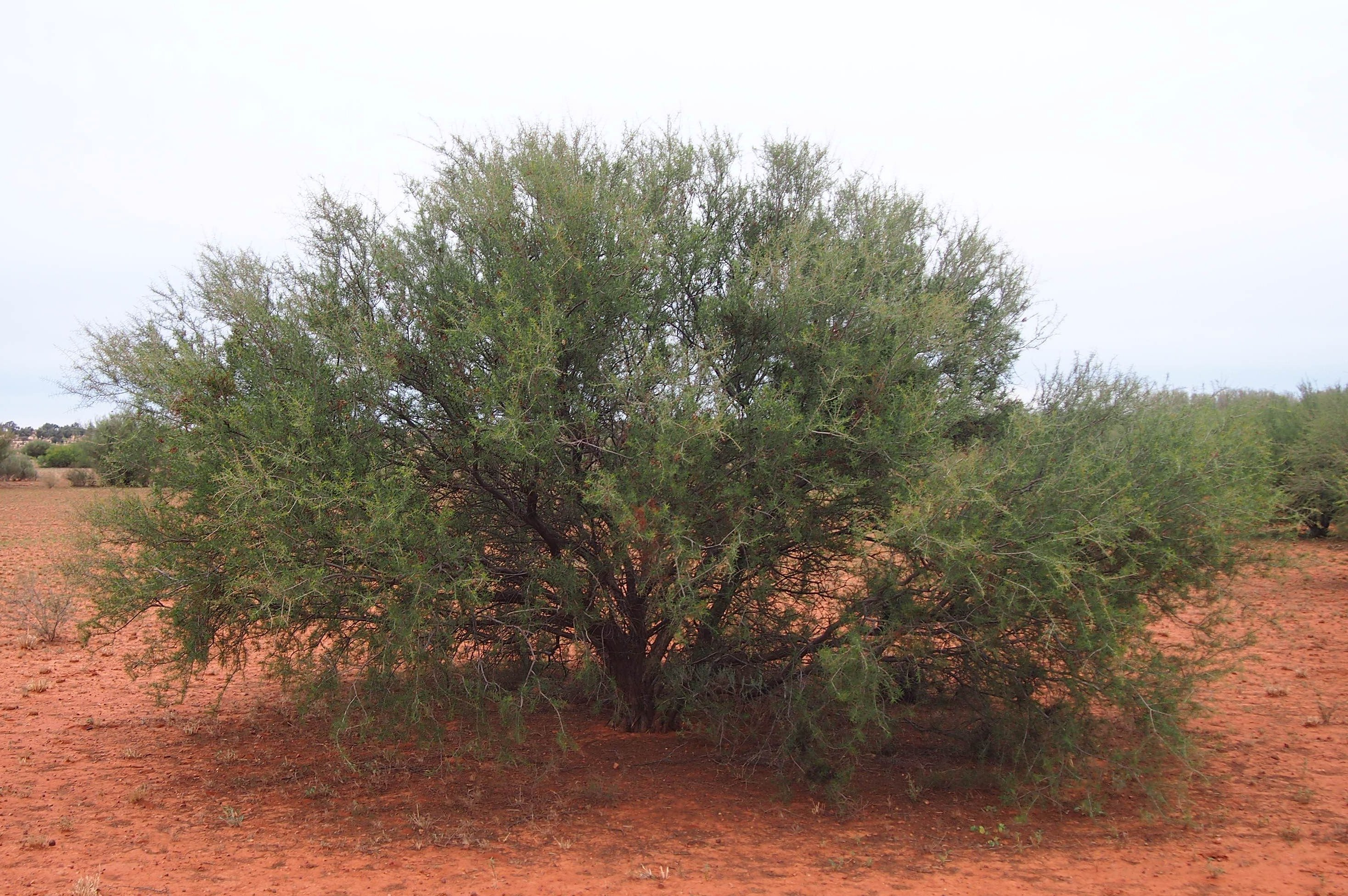